# Wandbespannung

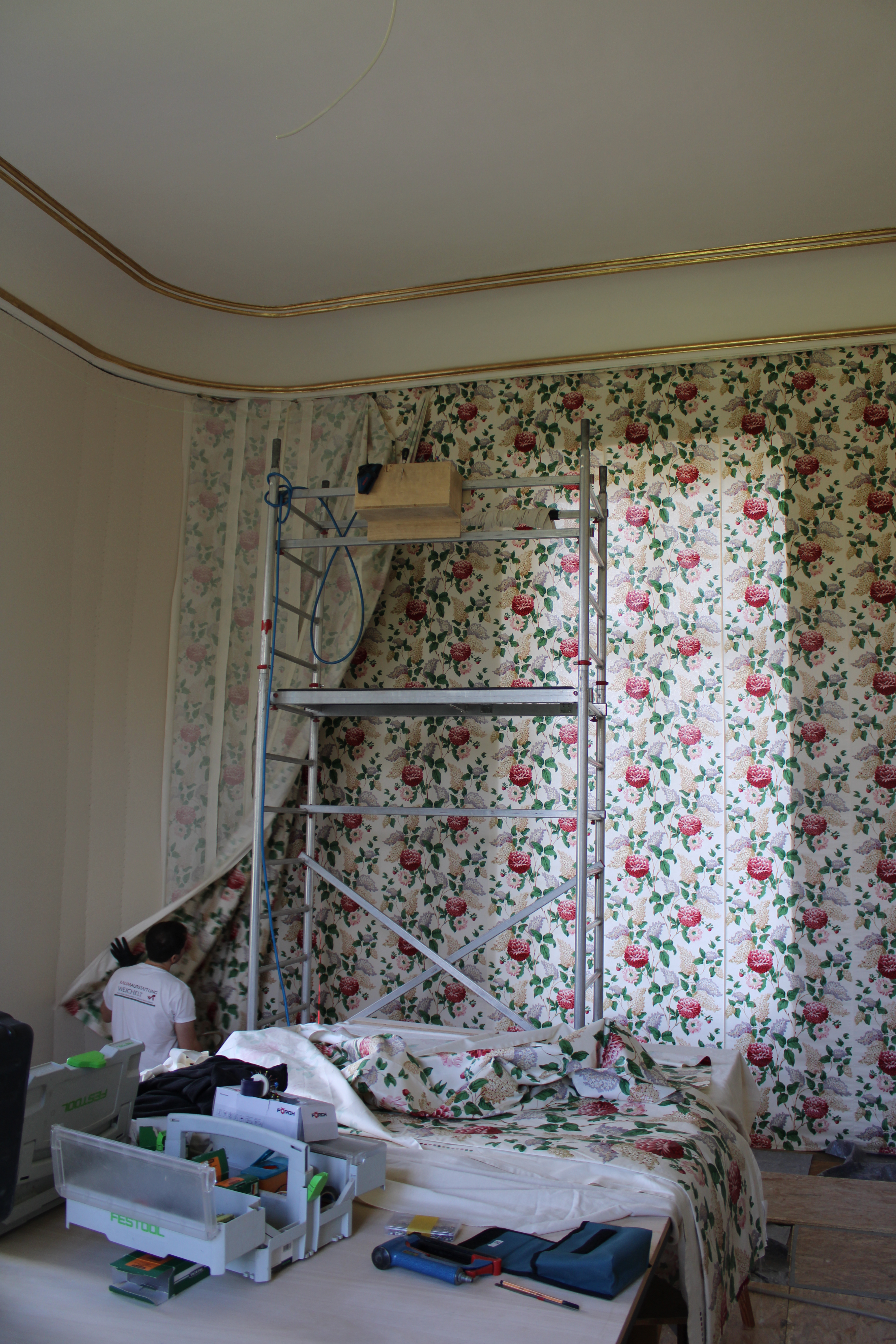
Anbringung einer Wandbespannung in historischen Räumen

Unter Wandbespannung versteht man das Bekleiden von Wänden in Räumen mit Stoffen.
Man unterscheidet die historische (klassische) und die moderne Wandbespannung.
Bei der historischen Wandbespannung wird der Wandbespannungsstoff auf Holzleisten befestigt. Die Holzleisten müssen hierfür einen vierseitigen Rahmen bilden. Die Befestigung erfolgt mit Nägeln, oder heutzutage auch mit Tackerklammern.
Bei der modernen Wandbespannung wird der Stoff in Kunststoffprofilleisten eingeklemmt oder eingehängt. Die bekanntesten Leistensysteme sind ADO CoverTexTM und das Wandbespannungssystem von MHZ.
Unter den Wandbepannungsstoff gehört immer eine Unterbespannung, bestehend aus Vlies oder Molton, die die Wärmedämmung und die Schallabsorption unterstützt. 
Die textile Wandbespannung hat in unserer Zeit wieder an Bedeutung gewonnen, da die bauphysikalischen Nutzeffekte hoch einzuschätzen sind.
Die Wandbespannung ist eine gute Alternative zur Tapete oder dem Farbaufstrich. 
Zu den Vorteilen zählen neben der guten Schall- und Wärmedämmung auch die entfallenden Vorbereitungsarbeiten der Untergründe. Bei Neubauten kann auf Feinputz, Abziehen, Glätten und Makulatur streichen verzichtet werden. Somit entfallen teure Warte- und Trockenzeiten. Zudem werden den Wandbespannungsstoffen von den Herstellern unter anderem Eigenschaften wie erschwerte Entflammbarkeit, raumluftverbessernde Wirkung, oder auch Schutz vor Elektrosmog zugeschrieben.